# 徐司馬
徐司馬（？—1393年），字從政，江苏揚州人。明朝初期军事人物。
其为朱元璋养子。跟随朱攻下婺州，并协助常遇春守卫婺州，后授金華衛指揮同知。洪武元年，跟随李文忠北伐，生擒元宗王慶生。后升任杭州衛指揮使、進都指揮使。洪武九年，镇守河南，后与宋國公馮勝练兵。十九年，升任擢中軍都督府僉事。二十五年，跟随蓝玉征讨越巂。后在成都去世。蓝玉案后，其两子连坐获罪。